# Vingólf
Vingólf ist ein Ort in der nordischen Mythologie. Der Name ist altnordisch und bedeutet in etwa „freundliches Haus“ oder „Haus der Freundschaft“.

## Bedeutung
Bei Snorri Sturluson wird dieser Ort mehrfach erwähnt: In Kapitel 14 der Gylfaginning ist Vingólf der Tempel der Asinnen. In Kapitel 20 der Gylfaginning schreibt er, dass die im Kampf gefallenen (Einherjer), die zu Óðinn geholt wurden, sich in Valhöll (Walhall) und Vingólf aufhalten werden.
Laut Wilhelm Braune hat Snorri Sturluson den Namen dieses Ortes erfunden. Der Name laute, so Braune, nicht Vingólf („freundliches Haus“), sondern Víngólf („Weinhaus“), und dies sei nur ein anderer Name für Valhöll. 
Er bezeichnet einen der sagenhaften Versammlungsorte im Stil eines Palasts oder einer Halle altgermanischer Gottheiten in Asgard. Zu den Besuchern Vingólfs gehören in erster Linie die Bewohner der Oberwelt, Asgard, aber auch die Menschen, Bewohner von Midgard, für die die Anwesenheit in Asgard und nicht zuletzt die Nähe zu den Göttern mit tödlichen Gefahren verbunden ist. 
Vingólf kann als ungefähres Pendant zum Olymp der Musen (Musenlolymp) in altgriechischer Tradition, nach Friedrich Schiller aber auch im Sinn von Hesiod und Homer verstanden werden, in dem sich vornehmlich weibliche Gottheiten aufhalten, die das Prinzip der Fruchtbarkeit und der Schöpfung vertreten, ähnlich wie die Musen als Schirmherrinnen des geistigen Wachstums und der Künste zu verstehen waren. Eine genaue Ausdifferenzierung von Musen nach Betätigungsfeldern, wie etwa Klio für die Geschichtswissenschaft, ist der germanischen Mythologie jedoch unbekannt.

## Rezeption
Friedrich Gottlieb Klopstock bezog sich auf Vingólf, indem er seine Ode „An des Dichters Freunde“ (1767), eine Liedfolge in germanischem Gewand, unter dem Namen „Wingolf“ veröffentlichte. Er entlieh das Wort im Zuge der aufkommenden Begeisterung für die angeblich wiederentdeckten Dichtungen des keltischen Barden Ossian, die sich jedoch später als moderne Fälschungen herausstellten.
Christliche Studentenkreise in verschiedenen Universitätsstädten griffen um 1840 das Wort auf und nannten sich Wingolf. So existieren bis heute zahlreiche sog. „Wingolfsverbindungen“ in vielen Universitätsstädten. Der Dachverband dieser christlichen Studentenverbindungen ist der Wingolfsbund.